# La Fin d'un voyou
Pour plus de détails, voir Fiche technique et Distribution.
La Fin d'un voyou (Cry Tough) est un film américain réalisé par Paul Stanley, sorti en 1959.

## Fiche technique
- Titre français : La Fin d'un voyou
- Titre original : Cry Tough
- Réalisation : Paul Stanley
- Scénario : Harry Kleiner d'après le roman Cry Tough! d'Irving Shulman
- Direction artistique : Edward Carrere
- Décors : Russell A. Gausman, William P. Tapp
- Photographie : Irving Glassberg et Philip H. Lathrop
- Son : Leslie I. Carey, Don McKay
- Montage : Frederic Knudtson
- Musique : Laurindo Almeida
- Production : Harry Kleiner
- Sociétés de production : Canon Productions, Hecht-Hill-Lancaster
- Société de distribution : United Artists
- Pays d'origine :  États-Unis
- Langue originale : anglais
- Format : Noir et blanc — 35 mm —  1,66:1 - son Mono
- Genre : Drame
- Durée : 84 minutes
- Date de sortie : 
  -  États-Unis : août 1959
  -  France : 18 janvier 1961

## Distribution
- John Saxon : Miguel Estrada
- Linda Cristal : Santa
- Joseph Calleia : Sr. Estrada
- Harry Townes : Carlos
- Don Gordon : Incho
- Perry Lopez : Toro
- Joe De Santis : Juan Antonio Hernando Cortez
- Barbara Luna : Tina
- Arthur Batanides : Alvears
- Penny Santon : Señora Estrada